# Kurkino (Mosca)
Il quartiere Kurkino (in russo Район Куркино?) è un quartiere di Mosca sito nel Distretto Nord-occidentale. Sito oltre l'MKAD, è stato realizzato tra il 1999 e il 2006 dal dipartimento investimenti edilizi della città di Mosca.
Prende il nome dall'abitato omonimo, di cui si ha testimonianza scritta a partire dal XVII secolo.
L'area è stata inclusa nel territorio della città di Mosca nel dicembre del 1985.